# Élections législatives de 2024 dans l'Isère
Les élections législatives françaises de 2024 dans l'Isère se déroulent les 30 juin et 7 juillet 2024. Dans le département de l'Isère, dix députés sont à élire dans le cadre de dix circonscriptions, à la suite de la dissolution de l'Assemblée nationale par Emmanuel Macron.
Le choix de cette dissolution est pris après la défaite de la liste Renaissance aux élections européennes qui ont eu lieu le 9 juin 2024.
En Isère, le scrutin est marqué par la déroute du camp présidentiel, qui perd ses quatre députés au profit de l'extrême-droite qui en gagne deux et du Nouveau Front populaire pour les deux autres. Au final, la gauche s'ancre dans le sud du département en améliorant considérablement son score, avec jusqu'à 76 % des voix à Grenoble, tandis que le Rassemblement national et son allié obtiennent les trois circonscriptions les plus au nord. 

## Contexte
| Circonscription | RN      | ENS     | PS - PP | LFI     | LR     |
| --------------- | ------- | ------- | ------- | ------- | ------ |
| Circonscription |         |         |         |         |        |
| 1re             | 14,39 % | 17,53 % | 21,29 % | 13,43 % | 8,23 % |
| 2e              | 27,67 % | 12,43 % | 16,25 % | 15,94 % | 4,80 % |
| 3e              | 20,41 % | 11,27 % | 18,23 % | 20,47 % | 4,29 % |
| 4e              | 28,41 % | 14,16 % | 17,7 %  | 9,42 %  | 5,58 % |
| 5e              | 27,02 % | 14,29 % | 17,64 % | 9,06 %  | 5,86 % |
| 6e              | 43,54 % | 11,85 % | 10,3 %  | 7,92 %  | 6,06 % |
| 7e              | 41,81 % | 12,43 % | 10,72 % | 6,35 %  | 6,69 % |
| 8e              | 37,85 % | 13,01 % | 12,03 % | 8,7 %   | 6,77 % |
| 9e              | 30,98 % | 14,82 % | 15,67 % | 8,62 %  | 5,98 % |
| 10e             | 38,43 % | 12,36 % | 11,69 % | 9,79 %  | 6,05 % |

## Système électoral
Les élections législatives ont lieu au scrutin uninominal majoritaire à deux tours dans des circonscriptions uninominales.
Est élu au premier tour le candidat qui réunit la majorité absolue des suffrages exprimés et un nombre de voix au moins égal au quart des électeurs inscrits dans la circonscription, soit 25 %. Si aucun des candidats ne satisfait ces conditions, un second tour est organisé entre les candidats ayant réuni un nombre de voix au moins égal à un huitième des inscrits, soit 12,5 %. Les deux candidats arrivés en tête du 1er tour se maintiennent néanmoins par défaut si un seul ou aucun d'entre eux n'a atteint ce seuil. Au second tour, le candidat arrivé en tête est déclaré élu,.
Le seuil de qualification basé sur un pourcentage du total des inscrits et non des suffrages exprimés rend plus difficile l'accès au second tour lorsque l'abstention est élevée. Le système permet en revanche l'accès au second tour de plus de deux candidats si plusieurs d'entre eux franchissent le seuil de 12,5 % des inscrits. Les candidats en lice au second tour peuvent ainsi être trois, un cas de figure appelé « triangulaire ». Les second tours où s'affrontent quatre candidats, appelés « quadrangulaire » sont également possibles, mais beaucoup plus rares,.

### Partis et nuances
Les résultats des élections sont publiés en France par le ministère de l'Intérieur, qui classe les partis en leur attribuant des nuances politiques. Ces dernières sont décidées par les préfets, qui les attribuent indifféremment de l'étiquette politique déclarée par les candidats, qui peut être celle d'un parti ou une candidature sans étiquette.
Seuls le Parti communiste français (COM), La France insoumise (FI), le Parti socialiste (SOC), le Parti radical de gauche (RDG), Les Écologistes (VEC), Renaissance (RE), le Mouvement démocrate (MDM), Horizons (HOR), l'Union des démocrates et indépendants (UDI), Les Républicains (LR), le Rassemblement national (RN) et Reconquête (REC) se voient attribuer en 2024 des nuances propres. Les coalitions Ensemble et Nouveau front populaire, ainsi que les candidats de l'alliance LR-Ciotti-RN, en bénéficient également indirectement, les nuances Ensemble ! (Majorité présidentielle) (ENS), Union de la gauche (UG) et Union de l'extrême-droite (UXD) étant attribuables aux candidats bénéficiant respectivement du soutien de deux partis du centre, de deux partis de gauche ou de deux partis d'extrême-droite,.
Tous les autres partis se voient attribuer l'une ou l'autre des nuances suivantes : EXG (extrême gauche), DVG (divers gauche), ECO (écologiste), REG (régionaliste), DVC (divers centre), DVD (divers droite), DSV (droite souverainiste) et EXD (extrême droite). Des partis comme Debout la France ou Lutte ouvrière ne disposent ainsi pas de nuances propres, et leurs résultats nationaux ne sont pas publiés séparément par le ministère, car mélangés avec d'autres partis (respectivement dans les nuances DSV et EXG).

## Résultats

### Élus
| Circonscription | Député sortant               | Parti | Parti    | Groupe    | Député élu ou réélu    | Parti | Parti | Groupe  |
| --------------- | ---------------------------- | ----- | -------- | --------- | ---------------------- | ----- | ----- | ------- |
| 1re             | Olivier Véran                |       | RE       | RE        | Hugo Prevost           |       | LFI   | LFI-NFP |
| 2e              | Cyrielle Chatelain           |       | LÉ       | ÉCO-NUPES | Cyrielle Chatelain     |       | LÉ    | ÉcoS    |
| 3e              | Élisa Martin                 |       | LFI      | LFI-NUPES | Élisa Martin           |       | LFI   | LFI-NFP |
| 4e              | Marie-Noëlle Battistel       |       | PS       | SOC       | Marie-Noëlle Battistel |       | PS    | SOC     |
| 5e              | Jérémie Iordanoff            |       | LÉ       | ÉCO-NUPES | Jérémie Iordanoff      |       | LÉ    | ÉcoS    |
| 6e              | Alexis Jolly                 |       | RN       | RN        | Alexis Jolly           |       | RN    | RN      |
| 7e              | Yannick Neuder               |       | LR       | LR        | Yannick Neuder         |       | LR    | DR      |
| 8e              | Caroline Abadie              |       | RE       | RE        | Hanane Mansouri        |       | RÀD   | AD      |
| 9e              | Élodie Jacquier-Laforge      |       | MoDem    | DEM       | Sandrine Nosbé         |       | LFI   | LFI-NFP |
| 10e             | Marjolaine Meynier-Millefert |       | RE - TdP | RE        | Thierry Perez          |       | RN    | RN      |

### Résultats à l'échelle du département

#### Résultats par coalition
| Parti et coalition                          | Parti et coalition                                       | Parti et coalition                                       | Premier tour | Premier tour | Premier tour | Second tour | Second tour   | Second tour | Total Sièges  | +/-           |  |
| Parti et coalition                          | Parti et coalition                                       | Parti et coalition                                       | Voix         | %            | Sièges       | Voix        | %             | Sièges      | Total Sièges  | +/-           |  |
| ------------------------------------------- | -------------------------------------------------------- | -------------------------------------------------------- | ------------ | ------------ | ------------ | ----------- | ------------- | ----------- | ------------- | ------------- |  |
|                                             |                                                          | Rassemblement national (RN)                              | 158 894      | 25,63        | 0            | 186 843     | 32,14         | 2           | 2             | 1             |  |
|                                             | Républicains à droite (RÀD)                              | 55 163                                                   | 8,90         | 0            | 64 709       | 11,13       | 1             | 1           | Nv            |               |  |
| Total Rassemblement national et alliés (RN) | Total Rassemblement national et alliés (RN)              | 214 057                                                  | 34,53        | 0            | 251 552      | 43,27       | 3             | 3           | 2             |               |  |
|                                             |                                                          | La France insoumise (LFI)                                | 91 589       | 14,78        | 0            | 132 359     | 22,77         | 3           | 3             | 2             |  |
|                                             | Les Écologistes (LÉ)                                     | 64 080                                                   | 10,34        | 0            | 98 737       | 16,98       | 2             | 2           | en stagnation |               |  |
|                                             | Parti socialiste (PS)                                    | 27 548                                                   | 4,44         | 0            | 37 148       | 6,39        | 1             | 1           | en stagnation |               |  |
|                                             | Parti communiste français (PCF)                          | 13 427                                                   | 2,17         | 0            | Retrait      | Retrait     | Retrait       | 0           | en stagnation |               |  |
| Total Nouveau Front populaire (NFP)         | Total Nouveau Front populaire (NFP)                      | 196 644                                                  | 31,72        | 0            | 268 244      | 46,14       | 6             | 6           | 2             |               |  |
|                                             |                                                          | Renaissance (RE)                                         | 87 928       | 14,18        | 0            | 25 120      | 4,32          | 0           | 0             | 3             |  |
|                                             | Mouvement démocrate (MoDem)                              | 27 058                                                   | 4,36         | 0            | Retrait      | Retrait     | Retrait       | 0           | 1             |               |  |
|                                             | Horizons (HOR)                                           | 10 712                                                   | 1,73         | 0            |              |             |               | 0           | en stagnation |               |  |
| Total Ensemble pour la République (ENS)     | Total Ensemble pour la République (ENS)                  | 125 698                                                  | 20,28        | 0            | 25 120       | 4,32        | 0             | 0           | 4             |               |  |
|                                             |                                                          | Les Républicains (LR)                                    | 60 968       | 9,84         | 0            | 36 434      | 6,27          | 1           | 1             | en stagnation |  |
|                                             | Les Centristes - Le Nouveau Centre (LC)                  | 7 257                                                    | 1,17         | 0            |              |             |               | 0           | en stagnation |               |  |
| Total Union de la droite et du centre (UDC) | Total Union de la droite et du centre (UDC)              | 68 225                                                   | 11,01        | 0            | 36 434       | 6,27        | 1             | 1           | en stagnation |               |  |
|                                             | Lutte ouvrière (LO)                                      | Lutte ouvrière (LO)                                      | 6 465        | 1,04         | 0            |             |               |             | 0             | en stagnation |  |
|                                             | Dissidents Nouveau Front populaire                       | Dissidents Nouveau Front populaire                       | 3 059        | 0,49         | 0            | 0           | en stagnation |             |               |               |  |
|                                             | Reconquête (REC)                                         | Reconquête (REC)                                         | 2 648        | 0,43         | 0            | 0           | en stagnation |             |               |               |  |
|                                             | Équinoxe                                                 | Équinoxe                                                 | 1 014        | 0,16         | 0            | 0           | Nv            |             |               |               |  |
|                                             | Debout la France (DLF)                                   | Debout la France (DLF)                                   | 789          | 0,13         | 0            | 0           | en stagnation |             |               |               |  |
|                                             | Verts démocrates (VD)                                    | Verts démocrates (VD)                                    | 370          | 0,06         | 0            | 0           | Nv            |             |               |               |  |
|                                             | Nouveau Parti anticapitaliste - Révolutionnaires (NPA-R) | Nouveau Parti anticapitaliste - Révolutionnaires (NPA-R) | 336          | 0,05         | 0            | 0           | Nv            |             |               |               |  |
|                                             | Parti des travailleurs (PT)                              | Parti des travailleurs (PT)                              | 82           | 0,01         | 0            | 0           | en stagnation |             |               |               |  |
|                                             | Autres partis                                            | Autres partis                                            | 91           | 0,01         | 0            | 0           | en stagnation |             |               |               |  |
|                                             | Sans étiquette (SE)                                      | Sans étiquette (SE)                                      | 413          | 0,07         | 0            | 0           | Nv            |             |               |               |  |
|                                             |                                                          |                                                          |              |              |              |             |               |             |               |               |  |
| Suffrages exprimés                          | Suffrages exprimés                                       | Suffrages exprimés                                       | 619 891      | 97,87        |              | 581 350     | 92,11         |             |               |               |  |
| Votes blancs                                | Votes blancs                                             | Votes blancs                                             | 10 284       | 1,62         | 40 708       | 6,45        |               |             |               |               |  |
| Votes nuls                                  | Votes nuls                                               | Votes nuls                                               | 3 235        | 0,51         | 9 087        | 1,44        |               |             |               |               |  |
| Total                                       | Total                                                    | Total                                                    | 633 410      | 100          | 0            | 631 145     | 100           | 10          | 10            | en stagnation |  |
| Abstentions                                 | Abstentions                                              | Abstentions                                              | 258 303      | 28,97        |              | 260 859     | 29,24         |             |               |               |  |
| Inscrits/Participation                      | Inscrits/Participation                                   | Inscrits/Participation                                   | 891 713      | 71,03        | 892 004      | 70,76       |               |             |               |               |  |

#### Résultats par nuance
| Nuance                 | Nuance                               | Nuance                 | Premier tour | Premier tour | Premier tour | Second tour | Second tour   | Second tour | Total Sièges | +/-           |  |
| Nuance                 | Nuance                               | Nuance                 | Voix         | %            | Sièges       | Voix        | %             | Sièges      | Total Sièges | +/-           |  |
| ---------------------- | ------------------------------------ | ---------------------- | ------------ | ------------ | ------------ | ----------- | ------------- | ----------- | ------------ | ------------- |  |
|                        | Union de la gauche                   | UG                     | 196 644      | 31,72        | 0            | 268 244     | 46,14         | 6           | 6            | 2             |  |
|                        | Rassemblement national               | RN                     | 158 894      | 25,63        | 0            | 186 843     | 32,14         | 2           | 2            | 1             |  |
|                        | Ensemble pour la République          | ENS                    | 125 698      | 20,28        | 0            | 25 120      | 4,32          | 0           | 0            | 4             |  |
|                        | Les Républicains                     | LR                     | 60 968       | 9,84         | 0            | 36 434      | 6,27          | 1           | 1            | en stagnation |  |
|                        | Union de l'extrême droite            | UXD                    | 55 163       | 8,90         | 0            | 64 709      | 11,13         | 1           | 1            | Nv            |  |
|                        | Divers centre                        | DVC                    | 7 257        | 1,17         | 0            |             |               |             | 0            | Nv            |  |
|                        | Extrême gauche                       | EXG                    | 6 883        | 1,11         | 0            | 0           | en stagnation |             |              |               |  |
|                        | Divers gauche                        | DVG                    | 3 348        | 0,54         | 0            | 0           | en stagnation |             |              |               |  |
|                        | Reconquête                           | REC                    | 2 648        | 0,43         | 0            | 0           | en stagnation |             |              |               |  |
|                        | Écologistes                          | ECO                    | 1 014        | 0,16         | 0            | 0           | en stagnation |             |              |               |  |
|                        | Droite souverainiste                 | DSV                    | 789          | 0,13         | 0            | 0           | en stagnation |             |              |               |  |
|                        | Union des démocrates et indépendants | UDI                    | 370          | 0,06         | 0            | 0           | Nv            |             |              |               |  |
|                        | Divers                               | DIV                    | 215          | 0,03         | 0            | 0           | en stagnation |             |              |               |  |
|                        |                                      |                        |              |              |              |             |               |             |              |               |  |
| Suffrages exprimés     | Suffrages exprimés                   | Suffrages exprimés     | 619 891      | 97,87        |              | 581 350     | 92,11         |             |              |               |  |
| Votes blancs           | Votes blancs                         | Votes blancs           | 10 284       | 1,62         | 40 708       | 6,45        |               |             |              |               |  |
| Votes nuls             | Votes nuls                           | Votes nuls             | 3 235        | 0,51         | 9 087        | 1,44        |               |             |              |               |  |
| Total                  | Total                                | Total                  | 633 410      | 100          | 0            | 631 145     | 100           | 10          | 10           | en stagnation |  |
| Abstentions            | Abstentions                          | Abstentions            | 258 303      | 28,97        |              | 260 859     | 29,24         |             |              |               |  |
| Inscrits/Participation | Inscrits/Participation               | Inscrits/Participation | 891 713      | 71,03        | 892 004      | 70,76       |               |             |              |               |  |

## Résultats par circonscription

### Première circonscription
Député sortant : Olivier Véran (Renaissance)
| Candidat                 | Candidat                 | Parti et coalition       | Nuances                  | Premier tour | Premier tour | Second tour | Second tour |
| Candidat                 | Candidat                 | Parti et coalition       | Nuances                  | Voix         | %            | Voix        | %           |
| ------------------------ | ------------------------ | ------------------------ | ------------------------ | ------------ | ------------ | ----------- | ----------- |
|                          | Hugo Prevost             | LFI (NFP)                | UG                       | 25 207       | 40,19        | 26 438      | 42,35       |
|                          | Olivier Véran            | RE (ENS)                 | ENS                      | 21 089       | 33,62        | 25 120      | 40,24       |
|                          | Alexandre Lacroix        | RÀD (RN)                 | UXD                      | 11 504       | 18,34        | 10 865      | 17,41       |
|                          | Nathalie Béranger        | LR (UDC)                 | LR                       | 4 379        | 6,98         |             |             |
|                          | Rémi Adam                | LO                       | EXG                      | 541          | 0,86         |             |             |
|                          |                          |                          |                          |              |              |             |             |
| Votes valides            | Votes valides            | Votes valides            | Votes valides            | 62 720       | 98,57        | 62 423      | 98,27       |
| Votes blancs             | Votes blancs             | Votes blancs             | Votes blancs             | 675          | 1,06         | 826         | 1,30        |
| Votes nuls               | Votes nuls               | Votes nuls               | Votes nuls               | 237          | 0,37         | 274         | 0,43        |
| Total                    | Total                    | Total                    | Total                    | 63 632       | 100          | 63 523      | 100         |
| Abstention               | Abstention               | Abstention               | Abstention               | 20 247       | 24,14        | 20 423      | 24,33       |
| Inscrits / participation | Inscrits / participation | Inscrits / participation | Inscrits / participation | 83 879       | 75,86        | 83 946      | 75,67       |

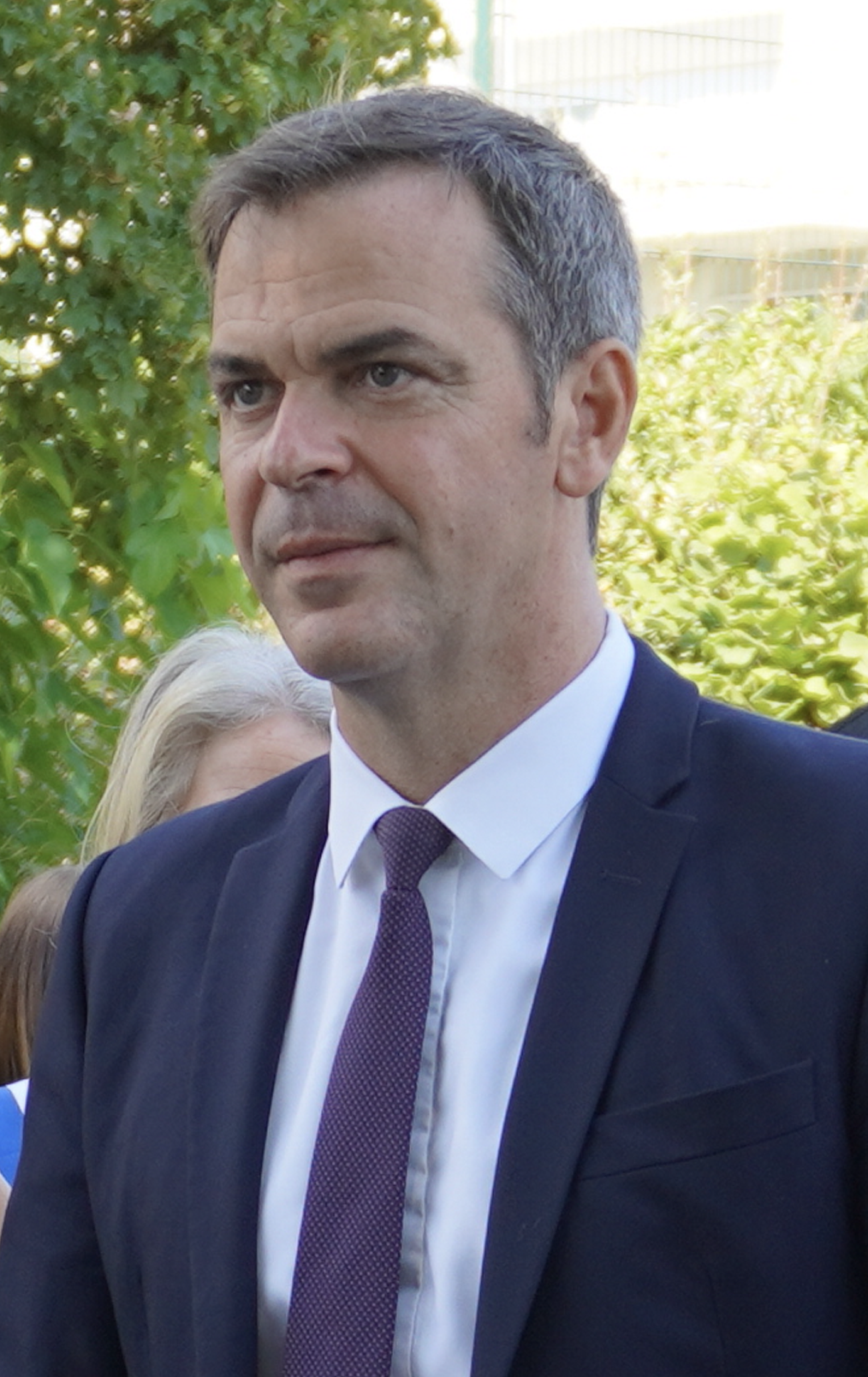
Olivier Véran est l'une des figures du camp présidentiel battues lors de ces élections.

La première circonscription de l'Isère, détenue depuis 2017 par Olivier Véran, est composée des parties Nord et Est de la ville de Grenoble, ainsi que de treize communes du nord-est de l'agglomération grenobloise jusqu'au Moyen-Grésivaudan, dont Meylan, Saint-Ismier et La Tronche. Arrivé largement en tête face au député sortant, Hugo Prevost l'emporte au second tour avec 1318 voix d'avance. Il réunit cependant 55 % des voix à Grenoble, tandis qu'Olivier Véran est en tête à Meylan avec 48 % des voix. 

### Deuxième circonscription
Députée sortante : Cyrielle Chatelain (Les Écologistes)
| Candidat                 | Candidat                 | Parti et coalition       | Nuances                  | Premier tour | Premier tour | Second tour | Second tour |
| Candidat                 | Candidat                 | Parti et coalition       | Nuances                  | Voix         | %            | Voix        | %           |
| ------------------------ | ------------------------ | ------------------------ | ------------------------ | ------------ | ------------ | ----------- | ----------- |
|                          | Cyrielle Chatelain       | LÉ (NFP)                 | UG                       | 22 185       | 42,17        | 30 855      | 62,07       |
|                          | Édouard Robert           | RN                       | RN                       | 16 043       | 30,50        | 18 854      | 37,93       |
|                          | Louve Carrière           | RE (ENS)                 | ENS                      | 10 114       | 19,23        | Retrait     | Retrait     |
|                          | Raphaële de Carvalho     | LR (UDC)                 | LR                       | 3 064        | 5,82         |             |             |
|                          | Chantal Gomez            | LO                       | EXG                      | 661          | 1,26         |             |             |
|                          | Bruno Lafeuille          | REC                      | REC                      | 540          | 1,03         |             |             |
|                          |                          |                          |                          |              |              |             |             |
| Votes valides            | Votes valides            | Votes valides            | Votes valides            | 52 607       | 97,78        | 49 709      | 92,77       |
| Votes blancs             | Votes blancs             | Votes blancs             | Votes blancs             | 898          | 1,67         | 3 136       | 5,85        |
| Votes nuls               | Votes nuls               | Votes nuls               | Votes nuls               | 295          | 0,55         | 739         | 1,38        |
| Total                    | Total                    | Total                    | Total                    | 53 800       | 100          | 53 584      | 100         |
| Abstention               | Abstention               | Abstention               | Abstention               | 25 415       | 32,08        | 25 652      | 32,37       |
| Inscrits / participation | Inscrits / participation | Inscrits / participation | Inscrits / participation | 79 215       | 67,92        | 79 236      | 67,63       |

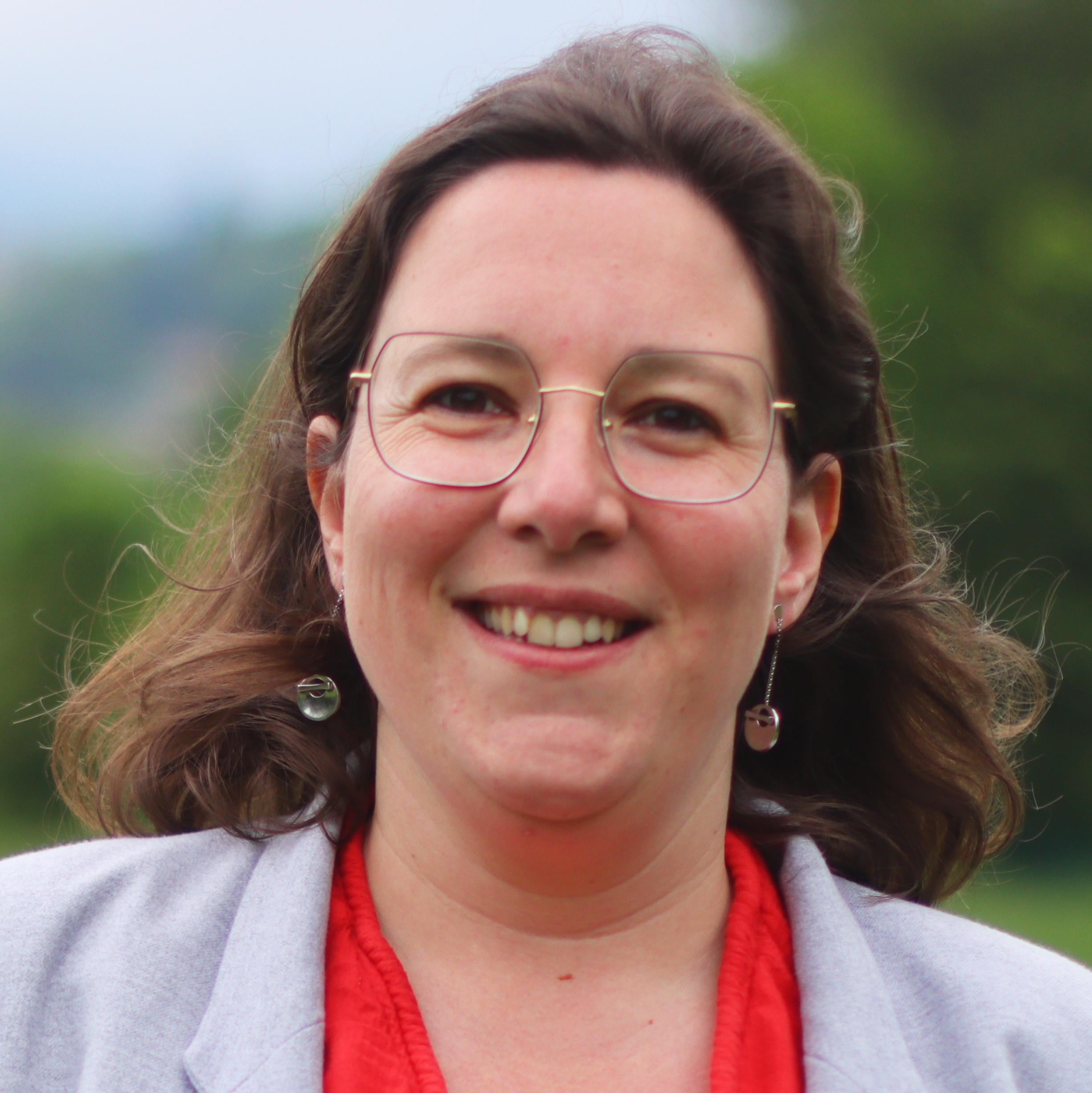
La députée écologiste Cyrielle Chatelain est largement réélue.

La deuxième circonscription regroupe des communes situées au sud de Grenoble, dont Échirolles, Eybens, Gières, Saint-Martin-d'Hères et Vizille. Elle constitue un bastion indéfectible de la gauche, à l'exception du scrutin de 2017 remporté par Jean-Charles Colas-Roy en soutien à Emmanuel Macron, face au Front national. 
L'écologiste Cyrielle Chatelain est réélue en améliorant de dix points son score entre 2022 et 2024. Elle obtient 69 % des voix à Saint-Martin-d'Hères, 67 %  à Échirolles, 63 % à Eybens comme à Gières et 54 % à Vizille.

### Troisième circonscription
Députée sortante : Élisa Martin (La France insoumise)
| Candidat                 | Candidat                 | Parti et coalition       | Nuances                  | Premier tour | Premier tour | Second tour | Second tour |
| Candidat                 | Candidat                 | Parti et coalition       | Nuances                  | Voix         | %            | Voix        | %           |
| ------------------------ | ------------------------ | ------------------------ | ------------------------ | ------------ | ------------ | ----------- | ----------- |
|                          | Élisa Martin             | LFI (NFP)                | UG                       | 16 933       | 42,84        | 24 837      | 69,61       |
|                          | Christel Dupré           | RN                       | RN                       | 8 989        | 22,74        | 10 844      | 30,39       |
|                          | Émilie Chalas,           | RE - TdP (ENS)           | ENS                      | 7 908        | 20,01        | Retrait     | Retrait     |
|                          | Stéphane Gemmani         | PS diss.                 | DVG                      | 3 059        | 7,74         |             |             |
|                          | Coline Genevois          | LR (UDC)                 | LR                       | 1 103        | 2,79         |             |             |
|                          | M'Hamed Benharouga       | VD - UDI                 | UDI                      | 370          | 0,94         |             |             |
|                          | Khemisti Boubeker        | SE                       | DVG                      | 289          | 0,73         |             |             |
|                          | Isabelle Fassion         | REC                      | REC                      | 251          | 0,63         |             |             |
|                          | Catherine Brun           | LO                       | EXG                      | 223          | 0,56         |             |             |
|                          | Louiliam Clot            | Équinoxe                 | ECO                      | 181          | 0,46         |             |             |
|                          | Baptiste Anglade         | NPA-R                    | EXG                      | 142          | 0,36         |             |             |
|                          | Samuel Le Fourn          | PT                       | EXG                      | 82           | 0,21         |             |             |
|                          |                          |                          |                          |              |              |             |             |
| Votes valides            | Votes valides            | Votes valides            | Votes valides            | 39 530       | 98,27        | 35 681      | 90,63       |
| Votes blancs             | Votes blancs             | Votes blancs             | Votes blancs             | 446          | 1,11         | 2 898       | 7,36        |
| Votes nuls               | Votes nuls               | Votes nuls               | Votes nuls               | 250          | 0,62         | 792         | 2,01        |
| Total                    | Total                    | Total                    | Total                    | 40 226       | 100          | 39 371      | 100         |
| Abstention               | Abstention               | Abstention               | Abstention               | 17 232       | 29,99        | 18 155      | 31,56       |
| Inscrits / participation | Inscrits / participation | Inscrits / participation | Inscrits / participation | 57 458       | 70,01        | 57 526      | 68,44       |

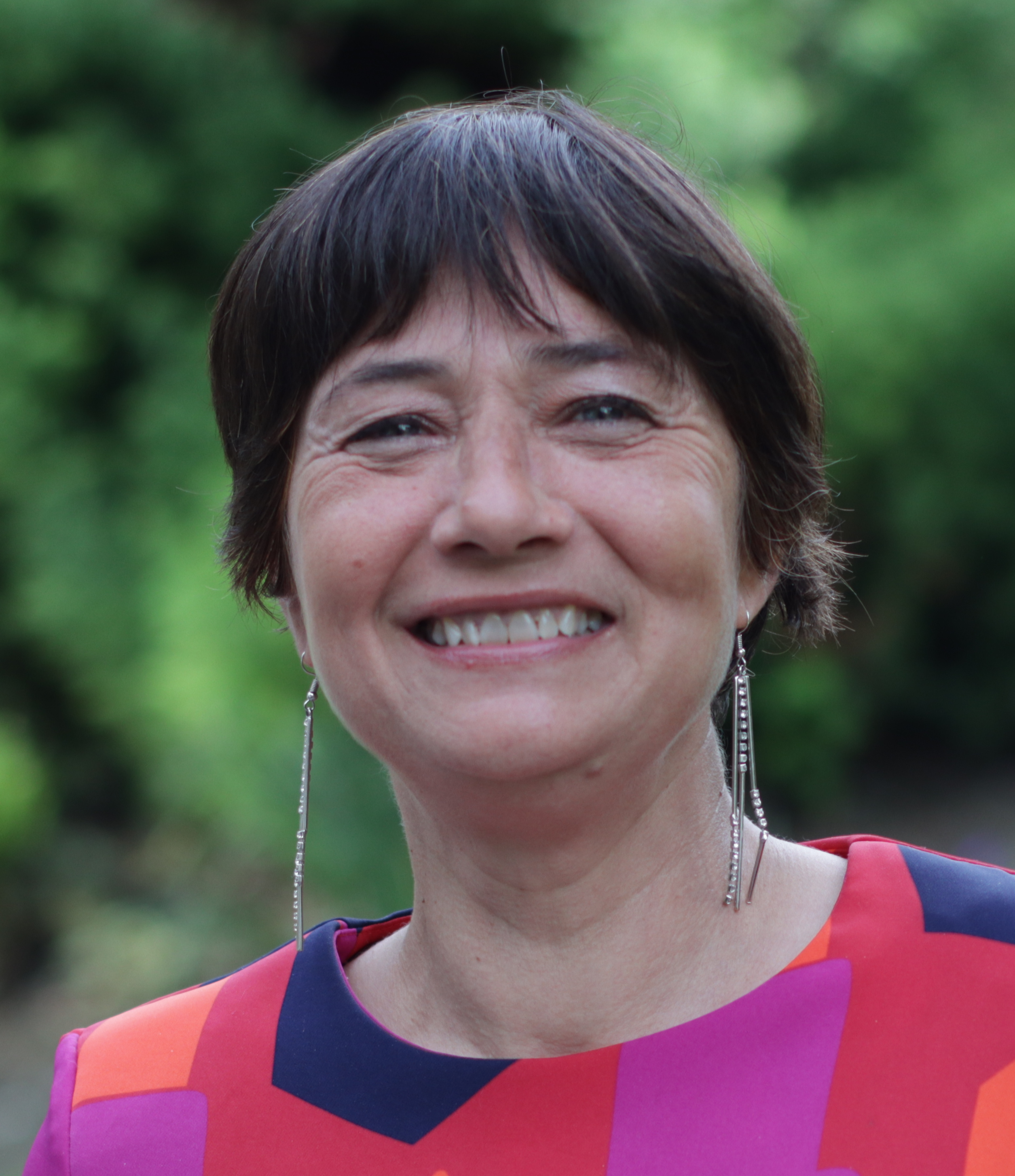
La députée insoumise Élisa Martin, ancienne professeure, est la mieux élue du département.

La troisième circonscription de l'Isère est constituée des parties Ouest et Sud de Grenoble, d'une partie de la ville de Fontaine et de trois communes situées aux pieds du massif du Vercors : Noyarey, Sassenage et Veurey-Voroize. Longtemps un bastion de la gauche, détenu par le maire socialiste de Grenoble Michel Destot, elle est remportée en 2017 par la macroniste Émilie Chalas qui sera battue par Élisa Martin (la France insoumise), alors première adjointe au maire de Grenoble, dès la législature suivante. 
La députée sortante insoumise est réélue en améliorant considérablement son score, passant de 57 % des voix à presque 70 %, dont 76 % à Grenoble, 62 % à Fontaine et 52 % à Sassenage. La candidate du Rassemblement national est en tête à Noyarey avec 52 % des suffrages.

### Quatrième circonscription
Députée sortante : Marie-Noëlle Battistel (Parti socialiste)
| Candidat                 | Candidat                 | Parti et coalition       | Nuances                  | Premier tour | Premier tour | Second tour | Second tour |
| Candidat                 | Candidat                 | Parti et coalition       | Nuances                  | Voix         | %            | Voix        | %           |
| ------------------------ | ------------------------ | ------------------------ | ------------------------ | ------------ | ------------ | ----------- | ----------- |
|                          | Marie-Noëlle Battistel   | PS (NFP)                 | UG                       | 27 548       | 42,52        | 37 148      | 59,92       |
|                          | Anne-Marie Malandrino    | RÀD (RN)                 | UXD                      | 20 812       | 32,12        | 24 849      | 40,08       |
|                          | Évelyne De Caro          | MoDem (ENS)              | ENS                      | 7 751        | 11,96        |             |             |
|                          | Alexandra Veyret         | LR (UDC)                 | LR                       | 7 219        | 11,14        |             |             |
|                          | David Babut              | REC                      | REC                      | 838          | 1,29         |             |             |
|                          | Alain Ziegler            | LO                       | EXG                      | 619          | 0,96         |             |             |
|                          |                          |                          |                          |              |              |             |             |
| Votes valides            | Votes valides            | Votes valides            | Votes valides            | 64 787       | 97,84        | 61 997      | 93,72       |
| Votes blancs             | Votes blancs             | Votes blancs             | Votes blancs             | 1 100        | 1,66         | 3 358       | 5,08        |
| Votes nuls               | Votes nuls               | Votes nuls               | Votes nuls               | 329          | 0,50         | 799         | 1,21        |
| Total                    | Total                    | Total                    | Total                    | 66 216       | 100          | 66 154      | 100         |
| Abstention               | Abstention               | Abstention               | Abstention               | 26 385       | 28,49        | 26 459      | 28,57       |
| Inscrits / participation | Inscrits / participation | Inscrits / participation | Inscrits / participation | 92 601       | 71,51        | 92 613      | 71,43       |

Plus vaste circonscription de l'Isère, elle couvre le sud du département. Elle est essentiellement composée de toutes petites communes rurales ou montagneuses du plateau du Vercors, de la Matheysine et du Trièves, les plus peuplées étant La Mure et Villard-de-Lans, ainsi que de plusieurs villes de la métropole de Grenoble, dont Seyssinet-Pariset, une partie de Fontaine, Claix, Seyssins, Le Pont-de-Claix et Vif. 
Bastion de la gauche, elle est remportée pour la première fois par la socialiste Marie-Noëlle Battistel lors d'un scrutin partiel en 2010, toujours réélue depuis. Deux ans plus tard, l'extrême-droite se hisse pour la première fois au second tour, mais la députée sortante est réélue confortablement. Elle est largement en tête dans les parties les plus urbaines de la circonscription, notamment à Fontaine, Pont-de-Claix, Claix, Seyssinet-Pariset et Seyssins (61 à 71 %,,,), mais est plus vivement concurrencée à La Mure (53 %) et Vif (50 %).

### Cinquième circonscription
Député sortant : Jérémie Iordanoff (Les Écologistes)
| Candidat                 | Candidat                 | Parti et coalition       | Nuances                  | Premier tour | Premier tour | Second tour | Second tour |
| Candidat                 | Candidat                 | Parti et coalition       | Nuances                  | Voix         | %            | Voix        | %           |
| ------------------------ | ------------------------ | ------------------------ | ------------------------ | ------------ | ------------ | ----------- | ----------- |
|                          | Jérémie Iordanoff        | LÉ (NFP)                 | UG                       | 27 874       | 36,25        | 43 281      | 59,95       |
|                          | Frédérique Schreiber     | RN                       | RN                       | 23 710       | 30,83        | 28 914      | 40,05       |
|                          | Jean-Charles Colas-Roy   | RE (ENS)                 | ENS                      | 15 895       | 20,67        | Retrait     | Retrait     |
|                          | Dominique Escaron        | LC (UDC)                 | DVC                      | 7 257        | 9,44         |             |             |
|                          | Philippe Garrigos        | DLF                      | DVS                      | 789          | 1,03         |             |             |
|                          | Christine Tulipe         | LO                       | EXG                      | 749          | 0,97         |             |             |
|                          | Béatrice Lacrouts        | REC                      | REC                      | 622          | 0,81         |             |             |
|                          |                          |                          |                          |              |              |             |             |
| Votes valides            | Votes valides            | Votes valides            | Votes valides            | 76 896       | 97,83        | 72 195      | 92,29       |
| Votes blancs             | Votes blancs             | Votes blancs             | Votes blancs             | 1 297        | 1,65         | 5 005       | 6,40        |
| Votes nuls               | Votes nuls               | Votes nuls               | Votes nuls               | 405          | 0,52         | 1 029       | 1,32        |
| Total                    | Total                    | Total                    | Total                    | 78 598       | 100          | 78 229      | 100         |
| Abstention               | Abstention               | Abstention               | Abstention               | 28 351       | 26,51        | 28 733      | 26,86       |
| Inscrits / participation | Inscrits / participation | Inscrits / participation | Inscrits / participation | 106 949      | 73,49        | 106 962     | 73,14       |

La cinquième circonscription de l'Isère est située au centre-est du département, et dont les communes les plus peuplées sont Saint-Égrève, Crolles, Pontcharra, Villard-Bonnot et Domène. Ancien bastion du député socialiste François Brottes, le député sortant écologiste Jérémie Iordanoff est élu pour la première fois en 2022 face à un candidat macroniste, avec une très courte avance. Le candidat du Rassemblement national se hisse au second tour pour la première fois dans cette circonscription et le candidat du camp présidentiel, arrivé troisième, se désiste en faveur de sortant, qui est largement réélu. Ce dernier obtient plus de 70 % des voix à Saint-Égrève et Crolles,, contre moins de 55 % à Pontcharra et Domène,, tandis que l'extrême-droite est en tête à Saint-Geoire-en-Valdaine.

### Sixième circonscription
Député sortant : Alexis Jolly (Rassemblement national)
| Candidat                 | Candidat                 | Parti et coalition       | Nuances                  | Premier tour | Premier tour | Second tour | Second tour |
| Candidat                 | Candidat                 | Parti et coalition       | Nuances                  | Voix         | %            | Voix        | %           |
| ------------------------ | ------------------------ | ------------------------ | ------------------------ | ------------ | ------------ | ----------- | ----------- |
|                          | Alexis Jolly             | RN                       | RN                       | 29 167       | 47,55        | 34 116      | 62,16       |
|                          | Yaqine Di Spigno         | LFI (NFP)                | UG                       | 12 791       | 20,85        | 20 768      | 37,84       |
|                          | Cendra Motin             | HOR (ENS)                | ENS                      | 10 712       | 17,46        |             |             |
|                          | Annie Pourtier           | LR (UDC)                 | LR                       | 7 816        | 12,74        |             |             |
|                          | Denise Gomez             | LO                       | EXG                      | 664          | 1,08         |             |             |
|                          | Pierre Fabre             | NPA-R                    | EXG                      | 185          | 0,30         |             |             |
|                          |                          |                          |                          |              |              |             |             |
| Votes valides            | Votes valides            | Votes valides            | Votes valides            | 61 335       | 97,59        | 54 884      | 88,42       |
| Votes blancs             | Votes blancs             | Votes blancs             | Votes blancs             | 1 201        | 1,91         | 5 988       | 9,65        |
| Votes nuls               | Votes nuls               | Votes nuls               | Votes nuls               | 316          | 0,50         | 1 202       | 1,94        |
| Total                    | Total                    | Total                    | Total                    | 62 852       | 100          | 62 074      | 100         |
| Abstention               | Abstention               | Abstention               | Abstention               | 28 202       | 30,97        | 28 997      | 31,84       |
| Inscrits / participation | Inscrits / participation | Inscrits / participation | Inscrits / participation | 91 054       | 69,03        | 91 071      | 68,16       |

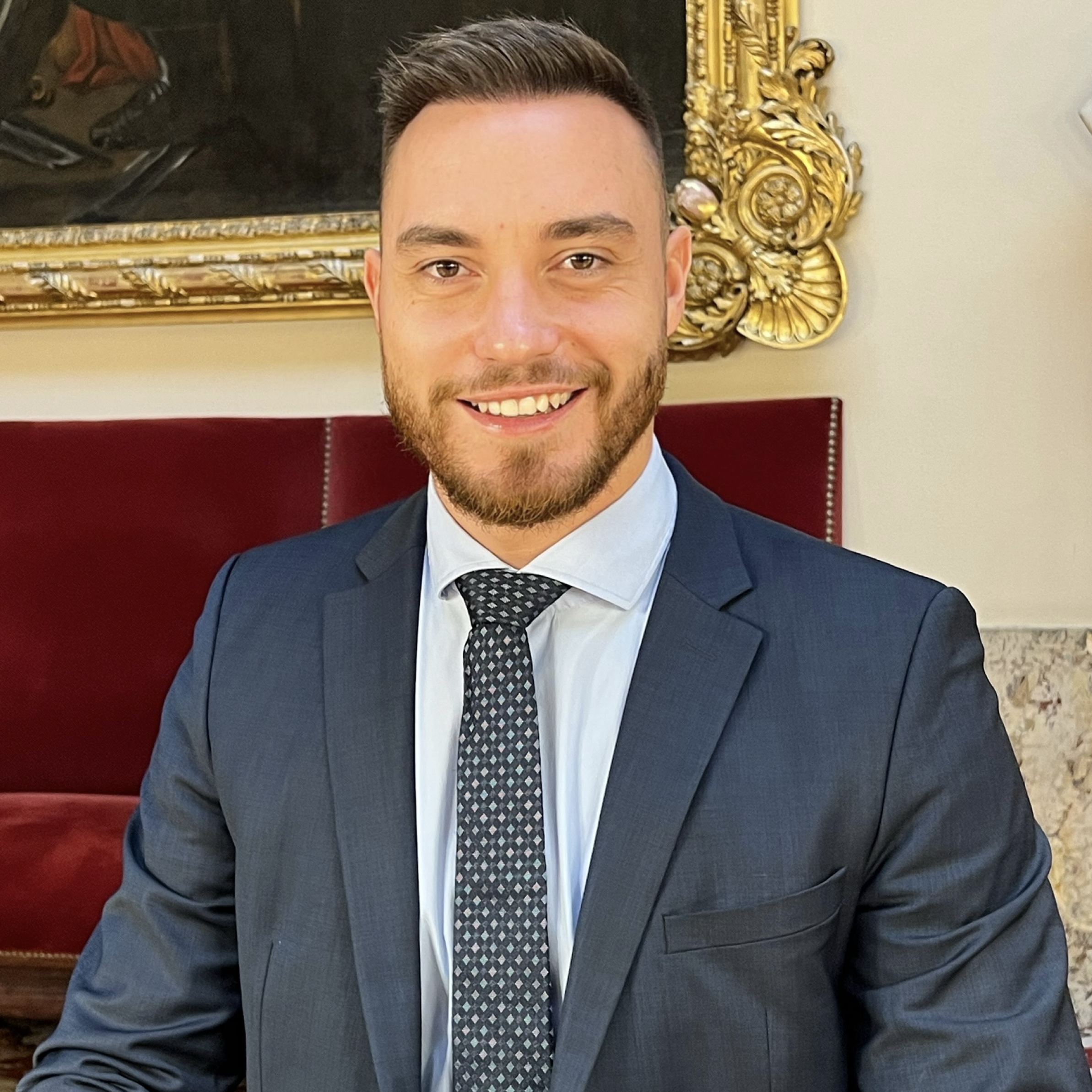
Alexis Jolly est le premier député de Rassemblement national du département.

La sixième circonscription, créée en 2010, couvre l'extrémité nord du département. L'extrême-droite y réalise dès le début de bons scores et est en constante progression : de 22 % en 2012, le Rassemblement national accède au second tour en 2017 au second tour et obtient 45 % des voix, puis Alexis Jolly est élu de justesse en 2022. Deux ans plus tard, il améliore considérablement sa performance en manquant de peu d'être élu au premier tour. La candidate de La France insoumise réunit pourtant 56 % des voix sur la partie de Bourgoin-Jallieu incluse au sein de la circonscription, mais le député sortant réunit 58 % des voix à Tignieu-Jameyzieu, 61 % à Charvieu-Chavagneux et 69 % aux Avenières Veyrins-Thuellin.

### Septième circonscription
Député sortant : Yannick Neuder (Les Républicains)
| Candidat                 | Candidat                 | Parti et coalition       | Nuances                  | Premier tour | Premier tour | Second tour | Second tour |
| Candidat                 | Candidat                 | Parti et coalition       | Nuances                  | Voix         | %            | Voix        | %           |
| ------------------------ | ------------------------ | ------------------------ | ------------------------ | ------------ | ------------ | ----------- | ----------- |
|                          | Benoît Auguste           | RN                       | RN                       | 28 531       | 42,10        | 30 623      | 45,67       |
|                          | Yannick Neuder           | LR (UDC)                 | LR                       | 18 678       | 27,56        | 36 434      | 54,33       |
|                          | Dominique Dichard        | PCF (NFP)                | UG                       | 13 427       | 19,81        | Retrait     | Retrait     |
|                          | Helena Chesser           | RE (ENS)                 | ENS                      | 6 507        | 9,60         |             |             |
|                          | Bruno Perrodin           | LO                       | EXG                      | 630          | 0,93         |             |             |
|                          |                          |                          |                          |              |              |             |             |
| Votes valides            | Votes valides            | Votes valides            | Votes valides            | 67 773       | 97,95        | 67 057      | 96,57       |
| Votes blancs             | Votes blancs             | Votes blancs             | Votes blancs             | 1 042        | 1,51         | 1 825       | 2,63        |
| Votes nuls               | Votes nuls               | Votes nuls               | Votes nuls               | 378          | 0,55         | 560         | 0,81        |
| Total                    | Total                    | Total                    | Total                    | 69 193       | 100          | 69 442      | 100         |
| Abstention               | Abstention               | Abstention               | Abstention               | 27 807       | 28,67        | 27 582      | 28,43       |
| Inscrits / participation | Inscrits / participation | Inscrits / participation | Inscrits / participation | 97 000       | 71,33        | 97 024      | 71,57       |

La septième circonscription couvre l'ouest essentiellement rural du département. En 2022, le candidat Les Républicains Yannick Neuder est largement élu contre un candidat du Rassemblement national. Arrivé en deuxième position deux ans plus tard, il profite du désistement en sa faveur de la candidate communiste arrivée troisième, et est réélu avec une nette avance au second tour. Il obtient 60 % des voix à La Côte-Saint-André, 56 % à Roussillon et 54 % à Beaurepaire.

### Huitième circonscription
Députée sortante : Caroline Abadie (Renaissance)
| Candidat                 | Candidat                 | Parti et coalition       | Nuance                   | Premier tour | Premier tour | Second tour | Second tour |
| Candidat                 | Candidat                 | Parti et coalition       | Nuance                   | Voix         | %            | Voix        | %           |
| ------------------------ | ------------------------ | ------------------------ | ------------------------ | ------------ | ------------ | ----------- | ----------- |
|                          | Hanane Mansouri          | RÀD (RN)                 | UXD                      | 22 847       | 39,92        | 28 995      | 54,10       |
|                          | Cécile Michel            | LÉ (NFP)                 | UG                       | 14 021       | 24,50        | 24 601      | 45,90       |
|                          | Caroline Abadie          | RE (ENS)                 | ENS                      | 11 727       | 20,49        | Retrait     | Retrait     |
|                          | Jean-Claude Lassalle     | LR (UDC)                 | LR                       | 7 923        | 9,56         |             |             |
|                          | Jacques Lacaille         | LO                       | EXG                      | 623          | 1,09         |             |             |
|                          | Aurore Galves            | Plan B                   | DIV                      | 91           | 0,16         |             |             |
|                          |                          |                          |                          |              |              |             |             |
| Votes valides            | Votes valides            | Votes valides            | Votes valides            | 57 232       | 97,68        | 53 596      | 91,39       |
| Votes blancs             | Votes blancs             | Votes blancs             | Votes blancs             | 1 026        | 1,75         | 4 059       | 6,92        |
| Votes nuls               | Votes nuls               | Votes nuls               | Votes nuls               | 336          | 0,57         | 990         | 1,69        |
| Total                    | Total                    | Total                    | Total                    | 58 594       | 100          | 58 645      | 100         |
| Abstention               | Abstention               | Abstention               | Abstention               | 24 248       | 29,27        | 24 224      | 29,23       |
| Inscrits / participation | Inscrits / participation | Inscrits / participation | Inscrits / participation | 82 842       | 70,73        | 82 869      | 70,77       |

Dans cette circonscription couvrant l'extrémité nord-ouest du département, la députée sortante macroniste Caroline Abadie a été élue en 2017 avec 64 % des voix face au Rassemblement national (RN) et réélue avec 54 % en 2022. Dans le cadre de l'union à l'extrême-droite, elle est attribuée à Hanane Mansouri, une candidate proche d'Éric Ciotti. Arrivée en troisième place, la députée sortante se désiste. La candidate soutenue par le RN est élue, avec notamment 64 % des voix à Heyrieux et 53 % à Chasse-sur-Rhône et Saint-Maurice-l'Exil,, tandis que la candidate du Nouveau Front populaire est en tête dans la plus grande ville, Vienne, avec près de 61 % des suffrages.

### Neuvième circonscription
Députée sortante : Élodie Jacquier-Laforge (Mouvement démocrate)
| Candidat                 | Candidat                 | Parti et coalition       | Nuances                  | Premier tour | Premier tour | Second tour | Second tour |
| Candidat                 | Candidat                 | Parti et coalition       | Nuances                  | Voix         | %            | Voix        | %           |
| ------------------------ | ------------------------ | ------------------------ | ------------------------ | ------------ | ------------ | ----------- | ----------- |
|                          | Cécile Bène              | RN                       | RN                       | 24 106       | 34,04        | 30 079      | 47,38       |
|                          | Sandrine Nosbé           | LFI (NFP)                | UG                       | 19 825       | 27,99        | 33 412      | 52,62       |
|                          | Élodie Jacquier-Laforge  | MoDem (ENS)              | ENS                      | 19 307       | 27,26        | Retrait     | Retrait     |
|                          | Héloïse Baradel          | LR (UDC)                 | LR                       | 5 468        | 7,72         |             |             |
|                          | Gaëlle Offranc-Piret     | Équinoxe                 | ECO                      | 833          | 1,18         |             |             |
|                          | Claude Detroyat          | LO                       | EXG                      | 756          | 1,07         |             |             |
|                          | Salvador Vero            | REC                      | REC                      | 397          | 0,56         |             |             |
|                          | Valentin Radlo           | SE                       | DIV                      | 124          | 0,18         |             |             |
|                          | Emma Vassal              | NPA-R                    | EXG                      | 9            | 0,01         |             |             |
|                          |                          |                          |                          |              |              |             |             |
| Votes valides            | Votes valides            | Votes valides            | Votes valides            | 70 825       | 97,58        | 63 491      | 87,72       |
| Votes blancs             | Votes blancs             | Votes blancs             | Votes blancs             | 1 447        | 1,99         | 7 494       | 10,35       |
| Votes nuls               | Votes nuls               | Votes nuls               | Votes nuls               | 309          | 0,43         | 1 394       | 1,93        |
| Total                    | Total                    | Total                    | Total                    | 72 581       | 100          | 72 379      | 100         |
| Abstention               | Abstention               | Abstention               | Abstention               | 28 739       | 28,36        | 28 962      | 28,58       |
| Inscrits / participation | Inscrits / participation | Inscrits / participation | Inscrits / participation | 101 320      | 71,64        | 101 341     | 71,42       |

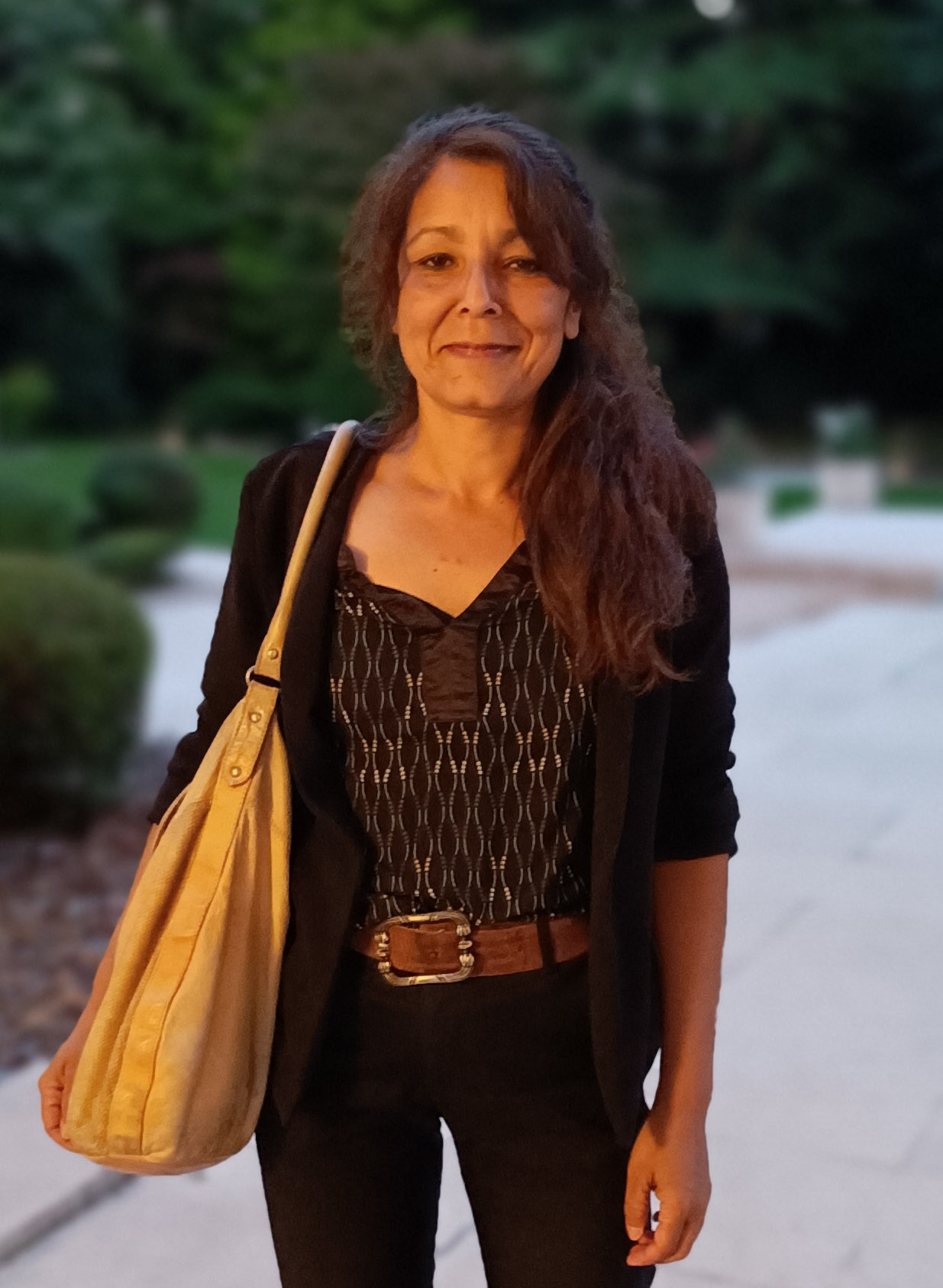
Sandrine Nosbé est l'une des deux nouvelles députées insoumises du département.

Dans cette circonscription située au centre-ouest du département, la gauche y remporte régulièrement le scrutin depuis 1988. En 2017, elle est gagnée par Élodie Jacquier-Laforge pour le MoDem, en soutien à Emmanuel Macron. En 2022, elle est réélue face à l'union de la gauche avec 54 % des voix, mais deux plus tard, elle est troisième au premier tour, derrière la même candidate de gauche et surtout derrière le Rassemblement national, arrivé premier. Elle se désiste alors, conformément à la politique fixée par son parti. Au second tour, la candidate de La France insoumise est élue avec presque 53 % des voix, dont 61 % à Voiron, 57 % à Moirans et Voreppe, et 54 % à Saint-Marcellin et Tullins,. L'extrême-droite est en tête à Vinay avec 56 % des suffrages et 52 % à Rives,.

### Dixième circonscription
Députée sortante : Marjolaine Meynier-Millefert (Renaissance - Territoire de progrès)
| Candidat                 | Candidat                     | Parti et coalition       | Nuances                  | Premier tour | Premier tour | Second tour | Second tour |
| Candidat                 | Candidat                     | Parti et coalition       | Nuances                  | Voix         | %            | Voix        | %           |
| ------------------------ | ---------------------------- | ------------------------ | ------------------------ | ------------ | ------------ | ----------- | ----------- |
|                          | Thierry Perez                | RN                       | RN                       | 28 348       | 42,83        | 33 413      | 55,40       |
|                          | Joëlle Richol                | LFI (NFP)                | UG                       | 16 833       | 25,43        | 26 904      | 44,60       |
|                          | Marjolaine Meynier-Millefert | RE - TdP (ENS)           | ENS                      | 14 688       | 22,19        | Retrait     | Retrait     |
|                          | Aurélien Leprêtre            | LR (UDC)                 | LR                       | 5 318        | 8,03         |             |             |
|                          | Clément Bordes               | LO                       | EXG                      | 999          | 1,51         |             |             |
|                          |                              |                          |                          |              |              |             |             |
| Votes valides            | Votes valides                | Votes valides            | Votes valides            | 66 186       | 97,74        | 60 317      | 89,04       |
| Votes blancs             | Votes blancs                 | Votes blancs             | Votes blancs             | 1 152        | 1,70         | 6 119       | 9,03        |
| Votes nuls               | Votes nuls                   | Votes nuls               | Votes nuls               | 380          | 0,56         | 1 308       | 1,93        |
| Total                    | Total                        | Total                    | Total                    | 67 718       | 100          | 67 744      | 100         |
| Abstention               | Abstention                   | Abstention               | Abstention               | 31 677       | 31,87        | 31 672      | 31,86       |
| Inscrits / participation | Inscrits / participation     | Inscrits / participation | Inscrits / participation | 99 395       | 68,13        | 99 416      | 68,14       |

Dans cette circonscription du nord du département créée en 2010, Marjolaine Meynier-Millefert est élue en soutien à Emmanuel Macron en 2017 contre un candidat du Rassemblement national, et réélue avec une marge plus serrée en 2022. Deux ans plus tard, elle arrive en troisième position et se retire pour le second tour, ce qui n'empêche pas l'élection assez large de l'extrême-droite. Thierry Perez obtient 67 % des voix à Cessieu, 52 % à Saint-Quentin-Fallavier et 51 % à La Verpillière, tandis que la candidate de La France insoumise est en tête à Villefontaine avec 61 % des voix et 53 % à Bourgoin-Jallieu-Sud et L'Isle-d'Abeau,.

## Suites
Le 9 octobre 2024, Hugo Prevost annonce sa démission de son mandat de député en raison d'accusations de violences sexuelles, entraînant ainsi une élection législative partielle dans la première circonscription les 12 et 19 janvier 2025. Lors de celle-ci, Camille Galliard-Minier (Renaissance) est élue députée au second tour face au candidat du Nouveau Front populaire Lyes Louffok.